# Русская гвардия
Ру́сская гва́рдия, или Росси́йская импера́торская гвардия, или Лейб-гвардия (итал. guardia) — отборная привилегированная часть Русской императорской армии и флота, наиболее подготовленная и боеспособная.
Гвардейские формирования в силу своего привилегированного положения и близости к императору играли решающую роль в дворцовых переворотах XVIII века; основной силой переворота, приведшего к власти Елизавету I, являлась гренадерская рота Лейб-гвардии Преображенского полка, Екатерину II — Измайловский и Семёновский полки, а большинство участников заговора, закончившегося убийством Павла I, были гвардейскими офицерами (в частности, в заговоре участвовали командиры Семёновского, Кавалергардского и Преображенского полков).
С 1800 года в гвардии утвердилась система шефов полков (почётных командиров). Шефами нескольких гвардейских полков стали император, императрица и великие князья. Так, император числился шефом полков Преображенского, Егерского, Павловского, 1-го и 4-го стрелкового, Кирасирского Его Величества и Конногвардейского полков, императрица — шефом кавалергардов и Кирасирского Её Величества полка и так далее. Шефы полков получали привилегию носить мундир «подчинённого» им полка, причём изготавливались специальные мундиры для императриц, княжон.
С увеличением количества частей в гвардии в 1813 году она была разделена на «старую» и «молодую».
Гвардия была приближена к императорской семье и, соответственно, имела привилегированное положение по сравнению с армейскими частями Русской императорской армии, флота и так далее по возможности выслуги званий и наград: на 1883 год армейскому офицеру требовалось более 30 лет, чтобы дослужиться до чина полковника, гвардейскому — от 15 до 18 лет, в то же время в трёх наиболее привилегированных гвардейских полках — 10 лет.
К концу XIX века гвардейское офицерство состояло в основном из потомственных дворян: в гвардейской кавалерии 96,3 %, в гвардейской пехоте 90,5 %. В то же время в армейской пехоте потомственными дворянами было всего 39,6 % офицеров. Строго контролировались браки гвардейских офицеров: женитьба на дочери купца, банкира, биржевика, пусть с многотысячным приданым, влекла за собой выход из гвардейского полка.
На начало Первой мировой войны Российская императорская гвардия была сведена в четыре гвардейские пехотные дивизии, две гвардейские кавалерийские дивизии и ряд отдельных гвардейских частей и подразделений уровня полк — батальон (дивизион) — рота под командованием генерал-адъютанта, главнокомандующего войсками Гвардии и Петербургского военного округа, генерала от кавалерии Великого князя Николая Николаевича.
В литературе встречаются словосочетания, по роду оружия, обобщающие названия формирований Русской лейб-гвардии: Гвардейские стрелки, Гвардейская пехота, Гвардейская кавалерия, Гвардейская артиллерия и так далее.

## При Петре I
Уже при царе Алексее Михайловиче была организована отборная сотня «сокольников» со своим уставом (1668), знаменем, штатом и начальными людьми, которая сопровождала царя на охоте и участвовала в торжественных церемониях. Позже из этой сотни выделились сотни «стремянных конюхов», впоследствии Стремянный полк.
Однако предтечей русской гвардии стали потешные войска Петра I, обучавшиеся «иноземному строю». Первым русским гвардейцем считается Сергей Леонтьевич Бухвостов, первым записавшимся в потешные в 1683 году.
В 1692 году потешные были сведены в 3-й Московский выборный полк под началом А. М. Головина (уже с разделением на два полка: Преображенский и Семёновский). В 1700 году оба эти полка стали именоваться лейб-гвардейскими.
В 1700 году в битве при Нарве эти два гвардейских полка в течение трёх часов, несмотря на всеобщую панику и хаос и ранение или сдачу в плен всех штаб-офицеров, с беспримерным мужеством и стойкостью сдерживали натиск шведов (что спасло русскую армию от полного уничтожения), за что обер-офицеры этих полков были награждены нагрудным офицерским знаком с надписью: «1700, ноября 19» и пальмовыми ветвями (в шведской армии эти ветви размещались только на знаках штаб-офицеров). В знак того, что гвардейцы сражались «по колено в крови», Пётр I приказал заменить их чулки с зелёных на красные.
В начальном периоде Северной войны гвардейские полки использовались как основная ударная сила русской армии: при осаде Нотебурга (1702), Ниеншанца (1703), Нарвы (1704), в сражениях при Добром и Лесной (1708). В 1701—1706 годах русскими гвардейскими полками командовал И. И. Чамберс, с 1706 года — князь М. М. Голицын.
Указом Петра I от 20 августа 1706 года чинам гвардии давалось старшинство на одну ступень выше армейских; по Табели о рангах (1722 года) эта разница была увеличена до 2 ступеней.
Пётр I использовал гвардейские полки в качестве личной охраны, именуя их «сберегательными царскими», а также постоянно откомандировывал гвардейских офицеров для проведения следствий по поводу злоупотреблений, контроля за судопроизводством и за соблюдением военных контрактов.
Так, за царевичем Алексеем за границу был послан капитан Преображенского полка, а в 1721 году император откомандировал даже солдата Семёновского полка в Киевскую и Орловскую губернии «для понуждения губернаторов, вице-губернаторов, воевод, камергеров, комиссаров и прочих правителей в сборе всяких денежных сборов за 1719, 1720, 1721 и 1722 годы».

### Комплектование гвардии
В царствование Петра I гвардия пополнялась преимущественно дворянами; только после значительных потерь в сражениях стали допускать в ней переводы из армии и приём рекрутов.
Каждый дворянин, поступивший на военную службу, прежде чем сделаться офицером армии, должен был начать службу рядовым в одном из гвардейских полков и прослужить в этом нижнем чине до тех пор, когда государь утвердит баллотировку его в офицеры, на которой основывалось в то время производство в чинах. Таким образом служба в гвардии заменяла на то время учёбу в военно-учебных заведениях.
Для подготовки офицеров в армейские кавалерийские полки в 1721 году сформирован Кроншлотский драгунский полк, которому повелено было состоять из одних дворян и называться Лейб-региментом. Полк этот, хотя и послужил основой для формирования лейб-гвардейского конного, но при Петре Великом не имел тех прав и преимуществ, которыми пользовались полки гвардии.
При Петре I дворяне были обязаны перед получением офицерского чина отслужить в гвардии рядовыми. Со временем многие дворяне начинают в массовом порядке избегать этого, записываясь на фиктивные рядовые должности ещё в детстве. В некоторых случаях дворянина «записывали» рядовым в гвардию даже до его рождения, когда было ещё неизвестно, родится мальчик или девочка.
В 1744 году императрица Елизавета Петровна указала расписать дворянских недорослей, имевших поместья, по полкам гвардии с 12 лет, разрешив им за малолетством три года оставаться с родителями при условии обучения дома наукам и строю. Мемуарист граф А. Ф. Ланжерон писал, что вельможи или лица, пользующиеся протекцией, нигде почти не служили в обер-офицерских чинах: уже в день рождения их записывали сержантами в гвардию; в 15—16 лет они офицеры, а живут дома; если же находятся в Петербурге, то едва занимаются службой; наконец, «дослужившись» до капитанов, выходят в отставку бригадирами или в армию полковниками. Гвардейские полки имели от 3 до 4 тысяч сверхкомплектных сержантов, которые никогда не служили.
Важным шагом становится Жалованная грамота дворянству 1785 года, окончательно закрепившая исключительное положение дворянского сословия.

## При Екатерине I
При императрице Екатерине I учреждена была кавалергардия, и, кроме того, к составу гвардии причислен Лейб-гвардии Московский батальон, находившийся в Москве и составленный из неспособных к службе чинов гвардейских полков.

## При Анне Иоанновне
При императрице Анне Иоанновне Лейб-регимент переименован в Лейб-гвардии Конный полк, и сформирован гвардейский пехотный полк, названный Измайловским.
Особый гвардейский отряд участвовал в походе против турок 1735—39 годов.

## При Елизавете
Императрица Елизавета Петровна приняла сама чин полковника всех гвардейских полков, а гренадерскую роту преображенцев, способствовавшую её вступлению на престол, исключила из состава полка, наименовав её Лейб-кампанией со статусом отдельной части.

## При Петре III
При императоре Петре III Лейб-кампания была упразднена.

## При Екатерине II
При императрице Екатерине II распущен Лейб-гвардии Московский батальон, взамен которого учреждена инвалидная команда в Муроме, названная Лейб-гвардии Муромской инвалидной командой (1764).
Гвардия принимала деятельное участие в русско-шведской войне.

## При Павле I
Император Павел I увеличил число гвардейских полков, включив в их состав части войск, находившиеся при нём в Гатчине (Гатчинские войска) до его восшествия на престол; образованы были также Лейб-гвардии артиллерийский батальон (Павел I снова отделил лейб-гвардии бомбардирскую роту от Преображенского полка в состав лейб-гвардии артиллерийского батальона, 9 ноября 1796 года), Лейб-гвардии Егерский батальон и полки: Лейб-гвардии Гусарский (1796) и Лейб-гвардии Казачий (1798), а из неспособных к полевой службе гвардейских нижних чинов составлен Лейб-гвардии Гарнизонный батальон. Также было отменено преимущество гвардейских чинов над армейскими.
Император Павел I пытался «навести порядок» в гвардии и в армии, уволив офицеров, числившихся в штате лишь номинально, но годами не появлявшихся в частях. Этот шаг (как и многие другие, например введение телесных наказаний для дворян) серьёзно ущемил интересы дворянства и содействовал свержению Павла I. К концу XVIII века рядовые должности в гвардии уже заполняются в основном рекрутами из податных сословий.

## При Александре I
При императоре Александре I из Лейб-гвардии Егерского батальона сформирован Лейб-гвардии Егерский полк; в 1806 году из удельных крестьян ближайших к Петербургу вотчин сформирован Батальон императорской милиции, получивший за отличие в войне 1808 года права гвардии; в 1811 году из него сформирован Лейб-гвардии Финляндский полк. В том же году от Преображенского полка отделён один батальон на формирование Лейб-гвардии Литовского полка, переименованного в 1817 году в Лейб-гвардии Московский, в том же 1817 году в Варшаве сформированы полки: Лейб-гвардии Литовский и Лейб-гвардии Волынский.
В 1810 году в военно-морском флоте учреждён Гвардейский экипаж, а в 1812 году — Лейб-гвардии Сапёрный батальон.
3 апреля 1812 года сформирован Гвардейский корпус, в декабре 1829 года переименован в Отдельный гвардейский корпус. С 3 февраля 1844 года по 1856 год командиру Отдельного Гвардейского корпуса подчинён также Гренадерский корпус, Штаб корпуса реорганизован в Штаб главнокомандующего Гвардейским и Гренадерским корпусами, с 1849 года — Штаб главнокомандующего гвардейскими и Гренадерским корпусами. В 1856 году восстановлен Штаб Отдельного гвардейского корпуса. При Штабе корпуса существовали комиссии: Гвардейская казарменная комиссия (1820—1836 гг.) и Комиссия по ремонтированию кавалерии (1843—1860 гг.). Корпус был упразднён в августе 1864 года с введением положения о военно-окружном управлении (реформа Милютина). Штаб корпуса преобразован в Штаб Войск гвардии и Петербургского военного округа.
В 1813 году полки Лейб-Гренадерский и Павловский за отличие присоединены к гвардии, причём их офицерам дано преимущество одного чина перед армейскими; полки эти образовали новую, или Молодую гвардию, в отличие от которой прежние полки назывались Старой гвардией. Офицеры молодой гвардии в обществе стали называться гвардионцами.
В 1809 году сформированы Лейб-гвардии Драгунский полк и Лейб-гвардии Уланский полк, а в 1814 году — Лейб-гвардии Конно-егерский полк.
В Варшаве сформированы в 1817 году Лейб-гвардии Подольский кирасирский полк и Лейб-гвардии Уланский полк Его Высочества Цесаревича, а в 1824 году (на правах молодой гвардии) — Лейб-гвардии Гродненский гусарский. Кроме того, сформированы Лейб-гвардии Жандармский полуэскадрон (1815), Лейб-гвардии Конно-пионерный эскадрон (1819) и Лейб-гвардии Инвалидная бригада (1824).
За отличия, оказанные в войне с французами, к составу молодой гвардии причислен (1813) Лейб-гвардии Кирасирский Его Величества полк. В 1805 году образована Лейб-гвардии Конная артиллерия, в 1811 году — Лейб-гвардии Артиллерийская бригада в 1816 году разделённая на 1-ю и 2-ю бригады.
В 1817 году в Варшаве сформирована гвардейская батарейная рота, вошедшая в 1821 году в состав сводной гвардейской и гренадерской артиллерийской бригады.
Гвардия принимала участие во всех войнах, которые велись в царствование императора Александра I, кроме турецкой и персидской. Именно в период Наполеоновских войн русская гвардия вернула себе репутацию воинской элиты, сильно подпорченную эпохой дворцовых переворотов. В отличие от Старой гвардии Наполеона, русская гвардия участвовала практически во всех крупных сражениях этой эпохи, показывая примеры мужества, самоотвержения и стойкости перед лицом превосходящего противника - знаменитая атака кавалергардов под Аустерлицем, Фридланд, Бородино, Кульм. При этом, благодаря постоянным боевым действиям, русские гвардейцы получили бесценный боевой опыт, что сделало Гвардейский корпус к окончанию войн с Наполеоном сильнейшим воинским формированием Европы, а, возможно, и мира.

## При Николае I
Московский отряд Гвардейского корпуса (март-ноябрь 1826 года) сформирован в марте 1826 года для участия в коронации императора Николая I. Состоял из двух бригад пехоты, образованных из батальонов гвардейских полков, особого кавалерийского отряда, трёх батарейных рот и взвода жандармов. Командир отряда великий князь Михаил Павлович, начальник штаба отряда генерал-майор А. К. Геруа. Расформирован в ноябре 1826 года.
При императоре Николае I, в 1829 году к составу Молодой гвардии причислен Финский учебный стрелковый батальон с переименованием в Лейб-гвардии Финский стрелковый батальон. Полкам лейб-гвардии Гренадерскому и Павловскому дарованы в 1831 году за отличия в Польской кампании права Старой гвардии. Тогда же Санкт-Петербургскому короля Фридриха Вильгельма III и Кексгольмскому императора Австрийского гренадерским полкам повелено состоять при Гвардейском корпусе.
В 1827 году сформированы Лейб-гвардии Крымскотатарский эскадрон и Лейб-гвардии Кавказско-горский эскадрон.
В 1831 году Лейб-гвардии Кирасирский Его Величества полк соединён с Лейб-гвардии Подольским кирасирским под общим названием Лейб-гвардии Кирасирский Его Величества и с правами Старой гвардии. Одновременно с этим дарованы права: Старой гвардии — полкам Лейб-гвардии Конно-егерскому и Гродненскому гусарскому, а Молодой гвардии — Атаманскому казачьему. Лейб-гвардии Драгунский полк переименован в Лейб-гвардии Конно-гренадерский, а Лейб-гвардии Конно-егерский — в Лейб-гвардии Драгунский.
В 1830 году сформирована Лейб-гвардии Донская конно-артиллерийская рота, a в 1833 году все артиллерийские роты переименованы в батареи. В том же 1833 году гвардия была разделена на два корпуса: Гвардейский пехотный (из пехоты и пешей артиллерии) и Гвардейский резервный кавалерийский (из кавалерии и конной артиллерии).
В царствование императора Николая I гвардия участвовала в турецкой и польской войнах.

## При Александре II
При императоре Александре II в 1856 году во всех гвардейских пехотных полках были сформированы стрелковые роты, по одной на батальон, и тогда же сформированы вновь Лейб-гвардии 1-й и 2-й стрелковые батальоны. Первый из них в 1858 году назван Лейб-гвардии 1-м стрелковым Его Величества батальоном.
В 1856 году к составу гвардии (на правах Молодой гвардии) причислен Лейб-гвардии Стрелковый Императорской Фамилии батальон, сформированный во время Восточной войны 1853—1856 годов из удельных крестьян. Батальоны эти в 1870 году соединены вместе с лейб-гвардии Финским стрелковым батальоном в одну гвардейскую стрелковую бригаду. Финские стрелки получили права Старой гвардии за подвиги в Русско-турецкой войне 1877—1878 гг.
Гвардейская инвалидная бригада расформирована в 1859 году. Из Лейб-гвардии Гарнизонного батальона в 1873 году сформирован кадровый батальон Лейб-гвардии резервного пехотного полка.
В 1856 году Лейб-гвардии Кирасирскому Её Величества полку дарованы права Молодой гвардии; для Собственного Его Величества Конвоя сформированы 3 лейб-гвардии казачьих эскадрона (1 — на службе, 2 — на льготе), а лейб-гвардии Крымскотатарский эскадрон расформирован.
При императоре Александре II гвардия участвовала в походе для подавления Польского мятежа 1863 года и в русско-турецкой войне 1877—1878 гг. По окончании этой войны 17 апреля 1878 года Лейб-гвардии Атаманскому Наследника Цесаревича полку дарованы права Старой гвардии, а в 1884 году те же права получили Лейб-гвардии Кирасирский Её Величества полк и Лейб-гвардии 4-й стрелковый Императорской Фамилии батальон.
С 1864 по 1874 годы гвардия не объединялась в корпус или корпуса, в 1874 году восстановлен Гвардейский корпус.
Гвардейский отряд почётного конвоя Его Величества (1877—1878 года) сформирован 11 мая 1877 года для охраны Главной квартиры во время пребывания Александра II в действующей армии в период русско-турецкой войны 1877—1878 годов. После его отъезда из армии в декабре 1877 года отряд состоял при главнокомандующем Действующей армии. В отряд входили две роты пехоты, полуэскадрон кавалерии, полурота сапёров и пеших артиллеристов из гвардейских и подшефных императору армейских частей. Командовали отрядом флигель-адъютанты П. С. Озеров, К. А. Рунов, П. П. фон Энден. Отряд расформирован 29 ноября 1878 года.
- Гвардия эпохи Александра II
- Пиратский К. К. Обер-офицеры Лейб-Гвардии Кирасирского Его Величества и Лейб-Кирасирского Её Величества полков. 1855 год[8]
- Пиратский К. К. Рядовой 1-го и Горнист 2-го Л.-Гв. Стрелковых батальонов в парадной форме. 1856 год.[9]
- Пиратский К. К. Рядовой Л.-Гв. Гарнизонного батальона. 1860 год[10].

## Дислокация гвардии в начале XX века
- Санкт-Петербург: 1-я и 2-я пехотные дивизии (полки Лейб-гвардии: Преображенский, Семёновский, Измайловский, Егерский, Московский, Гренадерский, Павловский, Финляндский), два полка тяжёлой кавалерии (Кавалергардский, Лейб-гвардии Конный), Гвардейская артиллерия (1-я и 2-я бригады пешей артиллерии, Гвардейская конная артиллерия), Гвардейский флотский экипаж, Лейб-гвардии 3-й стрелковый батальон, Лейб-гвардии Сапёрный батальон. Также полки: Лейб-гвардии Казачий, Атаманский, Сводно-Казачий, Собственный Его Императорского Величества Конвой.
- Царское Село: кавалерийские полки (Лейб-гвардии Кирасирский Его Величества, Лейб-гвардии Гусарский), 1-й, 2-й и 4-й стрелковые батальоны.
- Гатчина: Лейб-гвардии Кирасирский Её Величества полк.
- Петергоф: кавалерийские полки (Лейб-гвардии Конногренадерский, Уланский, Драгунский).
- Варшава: пехотные полки 3-й гвардейской пехотной дивизии (Лейб-гвардии Литовский, Кексгольмский, Санкт-Петербургский, Волынский), Лейб-гвардии Гродненский гусарский полк, Лейб-гвардии Уланский Его Величества полк, Лейб-гвардии 3-я Гвардейская и Гренадерская артиллерийская бригада.

## Российская Императорская гвардия к 1917 году
1-й гвардейский корпус
- 1-я гвардейская пехотная дивизия (дислокация в 1914 г. — Санкт-Петербург)
  - 1-я бригада
    - Лейб-гвардии Преображенский полк
    - Лейб-гвардии Семёновский полк

  - 2-я бригада
    - Лейб-гвардии Измайловский полк
    - Лейб-гвардии Егерский полк

  - Лейб-гвардии 1-я артиллерийская бригада
  - Лейб-гвардии 1-й парковый артиллерийский дивизион
- 2-я гвардейская пехотная дивизия (дислокация в 1914 г. — Санкт-Петербург)
  - 1-я бригада
    - Лейб-гвардии Московский полк
    - Лейб-гвардии Гренадерский полк

  - 2-я бригада
    - Лейб-гвардии Павловский полк
    - Лейб-гвардии Финляндский полк

  - Лейб-гвардии 2-я артиллерийская бригада
  - Лейб-гвардии 2-й парковый артиллерийский дивизион
- Лейб-гвардии 1-й мортирный артиллерийский дивизион
- Лейб-гвардии 1-й мортирный парковый артиллерийский дивизион
- 1-й батальон Лейб-гвардии Сапёрного полка

2-й гвардейский корпус
- 3-я гвардейская пехотная дивизия (дислокация в 1914 г. — Варшава)
  - 1-я бригада
    - Лейб-гвардии Литовский полк
    - Лейб-гвардии Кексгольмский полк

  - 2-я бригада
    - Лейб-гвардии Петроградский полк
    - Лейб-гвардии Волынский полк

  - Лейб-гвардии 3-я артиллерийская бригада
  - Лейб-гвардии 3-й парковый артиллерийский дивизион
- Гвардейская стрелковая дивизия (дислокация в 1914 г. — Санкт-Петербург, Царское Село)
  - Лейб-гвардии 1-й стрелковый Его Величества полк
  - Лейб-гвардии 2-й стрелковый Царскосельский полк
  - Лейб-гвардии 3-й стрелковый Его Величества полк
  - Лейб-гвардии 4-й стрелковый Императорской Фамилии полк
  - Лейб-гвардии стрелковая артиллерийская бригада
  - Лейб-гвардии парковый стрелковый артиллерийский дивизион
- Лейб-гвардии 2-й мортирный артиллерийский дивизион
- Лейб-гвардии 2-й мортирный парковый артиллерийский дивизион
- 2-й батальон Лейб-гвардии Сапёрного полка

Гвардейский кавалерийский корпус
- 1-я гвардейская кавалерийская дивизия
  - 1-я бригада
    - Кавалергардский Её Величества Государыни Императрицы Марии Фёдоровны полк
    - Лейб-гвардии Конный полк

  - 2-я бригада
    - Лейб-гвардии Кирасирский Его Величества полк
    - Лейб-гвардии Кирасирский Её Величества Государыни Императрицы Марии Фёдоровны полк

  - 3-я бригада
    - Лейб-гвардии Казачий Его Величества полк
    - Лейб-гвардии Атаманский Его Императорского Высочества Наследника Цесаревича полк
    - Лейб-гвардии Сводно-Казачий полк

  - 1-й дивизион Лейб-гвардии Конной артиллерии
    - 1-я Его Величества батарея
    - 4-я Его Императорского Высочества Наследника Цесаревича и Великого князя Алексея Николаевича батарея
- 2-я гвардейская кавалерийская дивизия
  - 1-я бригада
    - Лейб-гвардии Конно-Гренадерский полк
    - Лейб-гвардии Уланский Её Величества Государыни Императрицы Александры Фёдоровны полк

  - 2-я бригада
    - Лейб-гвардии Драгунский полк
    - Лейб-гвардии Гусарский Его Величества полк

  - 2-й дивизион Лейб-гвардии Конной артиллерии
    - 2-я Его Императорского Высочества генерал-фельдцейхмейстера Великого князя Михаила Николаевича батарея
    - 5-я Его Императорского Высочества Великого князя Михаила Александровича батарея
- Отдельная Гвардейская кавалерийская бригада
  - Лейб-гвардии Уланский Его Величества полк
  - Лейб-гвардии Гродненский гусарский полк
  - 3-я Его Императорского Высочества Великого князя Георгия Михайловича батарея Лейб-гвардии Конной артиллерии
  - Лейб-гвардии 6-я Донская казачья Его Величества батарея Лейб-гвардии Конной артиллерии

Вне состава корпусов:
- Рота дворцовых гренадер
- Собственный Его Императорского Величества Сводный пехотный полк
- Собственный Его Императорского Величества Конвой
- Гвардейский полевой Жандармский эскадрон
- Гвардейский запасный кавалерийский полк
- Лейб-гвардии Тяжёлый артиллерийский дивизион
- 3-я телеграфная и прожекторная роты Лейб-гвардии Сапёрного полка
- Собственный Его Императорского Величества железнодорожный полк
- Гвардейский корпусный авиационный отряд
- 1-й военно-дорожный отряд Войск гвардии
- Гвардейский экипаж

## Личный состав
Большую часть офицеров гвардии составляло богатое потомственное дворянство: на конец XIX века в гвардейской кавалерии их было 96,3 %, в гвардейской пехоте — 90,5 % (в армейской пехоте потомственных дворян среди офицеров было лишь 39,6 %). Офицеры гвардии должны были полностью содержать себя, включая приобретение оружия и верховых коней. Традиции и правительство требовали от них особого блеска: расходы на букеты полковым дамам и императрице, подарки выходящим в отставку товарищам, товарищеские ужины, обязанности брать самые дорогие кресла в театре, ездить на извозчиках и т. п. В 1902 году было запрещено выпускать в гвардейские полки юнкеров недворянского происхождения, хотя бы и получивших высший выпускной балл и имевших право на выбор полка. Строго контролировались браки гвардейских офицеров: они должны были жениться лишь на дворянках, даже женитьба на дочери богатого купца влекла для них необходимость покинуть гвардию. Значительная часть офицеров гвардии была выпускниками Пажеского корпуса.
Наиболее престижными для службы офицеров гвардейскими частями к концу XIX века были полки гвардейской кавалерии — в первую очередь Кавалергардский и лейб-гвардии Конный, а также лейб-гвардии Гусарский и лейб-гвардии Уланский Её Величества. В гвардейской кавалерии было много офицеров из остзейского дворянства.
В гвардию новобранцев-солдат отбирали по внешнему виду. В Преображенский полк — самых высоких и русых, в Семёновский — блондинов, в Измайловский — брюнетов, в лейб-егеря — лёгкого сложения с любым цветом волос. Лейб-гвардии Московский полк — рыжие, Гренадерский — брюнеты, Павловский — рыжие и курносые, Финляндский — как егеря.
Кавалергардский полк — самые высокие блондины, гнедые лошади, лейб-гвардии Конный — брюнеты и вороные лошади, Кирасирский Его величества — рыжие на рыжих лошадях, Кирасирский Её величества — блондины на караковых (тёмно-гнедых) лошадях.
Участвовавший в «разбивке» новобранцев в Михайловском манеже А. А. Игнатьев так описал её в своих мемуарах:

При входе в манеж строился добрый десяток новобранцев «1-го сорта», то есть ребят ростом в одиннадцать вершков и выше. Как желанное лакомство, их разглядывали командиры и адъютанты гвардейских полков. Однако самые высокие и могучие доставались гвардейскому экипажу, чтобы с достоинством представлять флот на вёсельных катерах царских яхт. Рослые новобранцы видом погрубее попадали в преображенцы, голубоглазые блондины — в семёновцы, брюнеты с бородками — в измайловцы, рыжие — в московцы. Все они шли на пополнение первых, так называемых царёвых рот.— Игнатьев А. А. Пятьдесят лет в строю. — М.: Воениздат, 1986. — 752 с. — ISBN 5-203-00055-7.
Гвардейцев воспитывали в духе полного повиновения. Бывший офицером Преображенского полка с 1831 по 1846 год Д. Г. Колокольцев вспоминал:

Каждый из начальствующих лиц, всякий командир отдельной части мог смело ручаться прямо государю за командуемую им часть, и можно было ответствовать, что ежели военная команда выставлена была бы противу какой-либо толпы, в который солдаты хотя бы и усмотрели своих родных, быть может отцов и братьев, но ежели начальством приказывалось стрелять в эту толпу, то ни один бы не задумался.

## Русская гвардия в Белом движении
В 1918 году вместе с расформированием Русской императорской армии были упразднены и гвардейские части. В начавшейся Гражданской войне многие гвардейские офицеры поступили на службу в Добровольческую армию, став белогвардейцами, где на их кадре и были сформированы роты и батальоны, названные по полкам русской императорской гвардии, например, Преображенский батальон, Кексгольмская рота и т.д., которые были сведены в Сводно-гвардейские полки, объединённые в Сводно-гвардейскую дивизию. Они воевали на Кубани, под Киевом, участвовали в знаменитом Бредовском походе.
Отдельные гвардейские подразделения смогли отойти в Крым, где из них был сформирован Гвардейский отряд, участвовавший в обороне Крыма. В апреле 1920 этот гвардейский отряд был влит 3-м батальоном в 136-й Таганрогский пехотный полк, принимал участие в боях в Северной Таврии в корпусе генерала Слащева.
20 августа 1920 года этот гвардейский батальон был выделен из Таганрогского полка и в него были влиты прибывшие из Польши сводно-гвардейские части генерала Бредова. Был опять сформирован Сводно-Гвардейский полк — 1-й батальон из чинов 1-й Гвардейской дивизии, 2-й батальон из чинов 2-й Гвардейской дивизии, 3-й батальон из чинов 3-й Гвардейской дивизии, 4-й батальон из Гвардейской стрелковой дивизии. Состав полка — 800 солдат при 350 офицерах. Полк участвовал в Северно-Таврийской операции, в обороне Крыма. В ноябре гвардейцы с оружием в руках покинули Россию.
В Севастополе на транспорт Саратов погрузились более 600 гвардейцев, половина из них — офицеры. В Галлиполи приказом Главнокомандующего от 4/17 ноября 1920 года за №4731 остатки Сводно-Гвардейского полка были влиты в Алексеевский полк.
В боях Гражданской войны было убито около 300 гвардейских офицеров.
По окончании Гражданской войны русскими гвардейцами-эмигрантами были созданы Гвардейское объединение и объединения полков Русской императорской гвардии, как входящих, так и не входящих в Гвардейское объединение. Первое время Гвардейское объединение числилось входящим в состав Русского общевоинского союза, но членские взносы не платило. Некоторые члены Гвардейского объединения состояли в РОВС, но частным образом. В середине 30-х годов из-за противоречивых решений Судов чести и отчисления из полковых объединений возник конфликт между руководжством РОВС и Гвардейского объединения. Вторым поводом для разрыва отношений стало двойственность структур Гвардейского отряда 1 Армейского корпуса и Гвардейского объединения, частично дублирующих друг друга. В результате данных конфликтов к 1934 году Гвардейское объединение послало официальную бумагу в РОВС о том, что оно не входит и не подчиняется руководству РОВС, Во второй половине 30-х годов конфликт был исчерпан, но Гвардейское объединение окончательно вышло из состава РОВС и подчинялось Главе Российского Императорского Дома Великому князю Владимиру Кирилловичу. После Второй Мировой войны Гвардейское объединение сохраняло дружеские отношения с руководством, но в состав РОВС не входило.